# Nychiodes bosmina
Nychiodes bosmina là một loài bướm đêm trong họ Geometridae.